# Nguyễn Thanh Hảo
Nguyễn Thanh Hảo (sinh năm 1958) là thẩm phán cao cấp người Việt Nam. Ông từng là Phó Chánh án phụ trách Tòa án nhân dân tỉnh Gia Lai.

## Tiểu sử
Nguyễn Thanh Hảo sinh năm 1958, quê quán tại xã Cát Minh, huyện Phù Cát, tỉnh Bình Định.
Ông có bằng Cử nhân Luật.
Ngày 17 tháng 4 năm 2018, Nguyễn Thanh Hảo, Phó Chánh án Tòa án nhân dân tỉnh Gia Lai được Chủ tịch nước Việt Nam Trần Đại Quang bổ nhiệm chức danh Thẩm phán cao cấp.
Tháng 4 năm 2018, ông là Phó Chánh án phụ trách Tòa án nhân dân tỉnh Gia Lai.
Từ tháng 10 năm 2018, ông nghỉ công tác chờ hưu, thay thế ông làm Chánh án Tòa án nhân dân tỉnh Gia Lai là ông Phạm Duy Lam.